# 건퍼레이드 마치
건퍼레이드 마치(일본어: ガンパレード・マーチ, Gunparade March)는 플레이스테이션용 게임으로 원제는 《고기동 환상 건퍼레이드 마치(일본어: 高機動幻想ガンパレード・マーチ)》이다. 알파시스템에서 제작했다.
2001년, 게임으로서는 최초로 성운상 미디어부문을 수상했다.
애니메이션 〈건퍼레이드 마치 ~ 새로운 행군가~〉로도 제작되었고, 대한민국에서는 투니버스에서 방송되었다.
현재 후속작인 건퍼레이드 오케스트라가 게임이 출시되기에 앞서 2005년에 애니메이션화되어 방영하였다.

## 같이 보기
- 현란무답제
- 건퍼레이드 오케스트라